# 阿尔贝·德博尔吉
阿尔贝·德博尔吉（法語：Albert Deborgies，1902年7月6日—1984年6月6日），法国前男子水球运动员。他曾代表法国国家队参加1924年夏季奥林匹克运动会水球比赛，结果队伍获得一枚金牌。